# Franz-Josef Steffens
Franz-Josef Steffens (* 27. Dezember 1923 in Beckum; † 5. Mai 2006 in Hamburg) war ein deutscher Schauspieler, Hörspiel- und Synchronsprecher.

## Leben

### Theater
Der aus einer Kaufmannsfamilie im westfälischen Beckum stammende Franz-Josef Steffens begann seine berufliche Laufbahn Ende der 1940er Jahre nach einer professionellen Schauspielausbildung am Theater. Weitere Bühnenstationen waren unter anderem Mannheim, Köln, Wien, Berlin, die Bad Hersfelder Festspiele, die Salzburger Festspiele und das Deutsche Schauspielhaus Hamburg. 1987 erhielt er für seine Darstellung als Alfred Ill in Friedrich Dürrenmatts Besuch der alten Dame den „Großen Hersfeld-Preis“.

### Film und Fernsehen
Daneben übernahm Steffens seit Beginn der 1960er Jahre vermehrt Rollen in Film- und Fernsehproduktionen. Er spielte u. a. unter der Regie von Reinhard Hauff im Kinofilm Die Verrohung des Franz Blum (mit Jürgen Prochnow in der Titelrolle), in Fernsehspielen wie Ein Kriegsende (nach Siegfried Lenz), in mehreren Fernsehfilmen der Reihe Tatort (u. a. Reifezeugnis), dem Horrorfilm Geisterstunde – Fahrstuhl ins Jenseits und gab Gastrollen in zahlreichen Fernsehserien wie Tante Tilly, Lorentz & Söhne, Engels & Consorten und Der Landarzt.
In mehreren Serien gehörte er zudem mehrere Jahre lang zur Stammbesetzung, u. a. 1987–1990 als Walter Ambusch in der ZDF-Saga Das Erbe der Guldenburgs, 1991–1994 als Felix Junklers in Unsere Hagenbecks sowie als bärbeißiger Gastwirt Ludwig in der Arztserie Freunde fürs Leben. 1984 verkörperte er als Der blinde Richter in der gleichnamigen ARD-Vorabendserie die Titelrolle des legendären britischen Richters John Fielding, der sowohl durch seine Blindheit als auch durch sein soziales Engagement zu großer Popularität gelangt war.

### Hörspiel
Besondere Bekanntheit erreichte Steffens jedoch vor allem durch seine tiefe und markante Stimme. Über vierzig Jahre wirkte er bei zahlreichen Hörspiel-Produktionen mit und ist in durchgehenden Rollen in vielen Kinder- und Jugendhörspielreihen wie Pitje Puck (als Wachtmeister Knurrhahn), Regina Regenbogen (als Schleichmichel) sowie als Prof. Dr. Arthur Common in der Science-Fiction-Serie Commander Perkins zu hören. Des Weiteren sprach er u. a. für viele Produktionen des Hörspiellabels Europa wie z. B. Asterix bei den Schweizern, Die drei Fragezeichen, Das Dschungelbuch 2 (als Bär Balu), Die Hexe Schrumpeldei, Fünf Freunde, Hui Buh, Masters of the Universe, Larry Brent, aber auch für Produktionen anderer Labels wie z. B. Point Whitmark (kiddinx).
Auch  in zwei der berühmten Paul Temple-Mehrteilern von Francis Durbridge war er zu hören, nämlich 1966 in Paul Temple und der Fall Genf und ein Jahr darauf in Paul Temple und der Fall Alex, jeweils unter der Regie von Otto Düben.
Bis ins hohe Alter hinein blieb er dem Hörspiel treu. Die letzten Produktionen, in denen Franz-Josef Steffens mitwirkte, waren 2003 das Mystery-Hörspiel Blackout von Frank Gustavus (Ripper Records), 2005 Sven Strickers Oliver Twist (Der Hörverlag) und zuletzt 2006 die Folge Gekauftes Spiel der Jugendhörspielreihe TKKG (Europa).

### Synchronisation
Als Synchronsprecher lieh er seine Stimme u. a. Ernest Borgnine (Tierärztin Christine), Anthony Quinn (Mein Geist will immer nur das eine, Dem Himmel so nah), Michel Piccoli (Duell ohne Gnade) und Walter Pidgeon (Das Herz eines Millionärs) sowie zahlreichen Zeichentrickfiguren aus Kinder- und Jugendserien wie Inspector Gadget (als dessen Gegenspieler Dr. Kralle), Die Abenteuer des Teddy Ruxpin (als dessen Vater Burl Ruxpin), Die Königin der tausend Jahre (als Chef der Diebe), Als die Tiere den Wald verließen (als Dachs), Galaxy Rangers (als Waldo, dem andorianischen Botschafter), Janna (Großvater Nowak) und die Sesamstraße (als Telly).

### Auszeichnungen
- 1987: Großer Hersfeld-Preis[1]

### Persönliches
Franz-Josef Steffens verstarb im Mai 2006 im Alter von 82 Jahren in Hamburg.

## Filmografie (Auswahl)
- 1963: Freunde wie Wölfe
- 1966: Die fünfte Kolonne – Stahlschrank SG III
- 1969: Nennen Sie mich Alex
- 1970: Polizeifunk ruft – Kerzen im Stroh
- 1971: Hamburg Transit – Der Tod im Koffer
- 1971: Tatort – Kressin und der tote Mann im Fleet
- 1973: Im Auftrag von Madame – Ein Scheich zuviel
- 1973: Hamburg Transit – Der Gepäckschein
- 1974: Die Verrohung des Franz Blum
- 1974: Zündschnüre
- 1977: Tatort – Reifezeugnis
- 1981: St. Pauli-Landungsbrücken – Wasserratten (Fernsehserie, eine Folge)
- 1984: Ein Kriegsende
- 1984: Der blinde Richter
- 1986: Engels & Consorten
- 1987: Jokehnen oder Wie lange fährt man von Ostpreußen nach Deutschland?
- 1987–1990: Das Erbe der Guldenburgs
- 1988: Tatort – Spuk aus der Eiszeit
- 1991–1994: Unsere Hagenbecks
- 1992–1999: Freunde fürs Leben
- 1993: Tatort – Um Haus und Hof
- 1997: Geisterstunde – Fahrstuhl ins Jenseits
- 2005: Othello

## Hörspiele (Auswahl)
Die ARD-Hörspieldatenbank enthält für den Zeitraum von 1955 bis 2000 (Stand: Juni 2022) 194 Datensätze, in denen Franz-Josef Steffens als Sprecher geführt wird.
- 1966: Fred Hoyle: Die schwarze Wolke (Joe Stoddard) – Regie: Otto Düben (Hörspielbearbeitung, Science-Fiction-Hörspiel – WDR)
- 1991: Karl-Heinz Bölling: Der Rentner – Regie: Hans Gerd Krogmann